# رود تاچی‌آیی
رود تاچی‌آیی (به ژاپنی: 立会川 Tachiai-gawa) از رودهای جاری در توکیوست که در شیناگاوا-کو، توکیو، مگورو-کو، توکیو جریان دارد و به خلیج توکیو می‌ریزد. طول این رود ۷٫۴ کیلومتر است.